# اس‌اس آنتیل
اس‌اس آنتیل (به انگلیسی: SS Antilles) یک کشتی بود که طول آن ۱۸۲٫۵۳ متر (۵۹۸٫۹ فوت) بود. این کشتی در سال ۱۹۵۳ ساخته شد.